# Crambe ambigua
Crambe ambigua är en svampdjursart som först beskrevs av Sarà och Siribelli 1964.  Crambe ambigua ingår i släktet Crambe och familjen Crambeidae. Inga underarter finns listade i Catalogue of Life.